# 胡佳 (活動家)
胡 佳（こ か、フー・ジャア、1973年7月25日 - ）は、中華人民共和国の民主化運動家。別名胡嘉。中国では反体制活動家とされる。妻は同じく活動家の曽金燕（Zeng Jinyan）。
彼の活動は、中国民主運動、中国環境問題、中国におけるHIV/AIDS 問題にフォーカスしてきている。また、絶滅の危機に瀕しているウシ科の動物チベットカモシカの保護活動も支援している。

## 両親
彼の両親はそれぞれ北京と天津の大学の学生だった1957年に、中国毛沢東政権の下で起きた反体制狩りの反右運動 （日本では反右派闘争と呼ばれる）において「右派」のラベルを貼られてしまった。彼らは河北省や、甘粛省、湖南省など、中心から離れた地域において、労働をするよう命令を受ける。鄧小平が権力の座についた後の1978年までは、夫婦はしばしば別々に暮らすことを余儀なくされた。　

## 活動
胡佳は北京経済学院（現在の北京首都経済貿易大学、Capital University of Economics and Trade）で情報工学を学び、1996年に卒業した。
大学在学中に環境問題に関心をもち、いくつかの環境保護団体の活動に参加している。2000年7月に、民族問題に詳しい作家の王力雄から、中国で有名なエイズ問題の活動家、万延海（Wàn Yánhǎi）を紹介される。それ以降、万が設立した団体を手伝うなど、中国国内のエイズ防止活動に力を注ぐようになると同時に、中国政府のエイズ患者の扱いについて批判してきている。また、逮捕された万延海を含む、政治犯の釈放を求めるキャンペーン活動にも力を注いでいる。彼は、反日デモにも参加をしている。
胡佳は、中国の市民としての権利を強く主張している。彼の活動計画に疑いをかけ、しばしば警官が彼を逮捕拘留した際に、当局が中国の法律のどの規定に従い逮捕しているのか、強くその理由を問い詰めている。
2006年2月16日、胡佳は41日間の拘置を受けている。この拘置に関して、中国政府は認識・把握していなかった。北京の自宅へ戻ったあとも、妻とともに2007年3月まで自宅軟禁となった。さらに2か月後の5月、国家安全保障上危険があるとして、再び自宅軟禁となる。自宅にいる間は、メールとブログを用いて活動をつづけていた。この年の11月、ベルギーのブリュッセルで開かれた欧州議会の中国の人権に関する公聴会に、ウェブカメラで参加を行っている。
2007年12月27日、国家政権顛覆煽動罪（煽動顛覆国家政権罪）で、自宅で逮捕される。2008年4月3日、北京市中級人民法院において、3年6か月の禁固刑を宣告されている。
2008年10月10日には、ノーベル平和賞受賞者候補として名前が挙がり、中国政府が不快感を示した。10月23日、ヨーロッパ議会よりサハロフ賞を授与された。これに対しても、中国政府は「犯罪人に賞を与えるのは乱暴な内政干渉だ」と反発している。
2010年4月12日、肝癌の疑いによる検査・治療のための仮釈放要請を中国政府が拒否したことが、家族の報告で明らかになった。
2011年6月に刑期満了で、3年半ぶりに出所し自宅に戻った。しかし自宅周囲は警官に取り囲まれ、引き続き事実上の軟禁状態となった。
2017年11月、アメリカ合衆国のドナルド・トランプ大統領が訪中の際に中国の人権問題に触れず中国の国営紙環球時報がこれを歓迎してることについて、「完全に中国のやり方に乗せられており、非常に残念だ」と述べた。

## 個人
- 1997年より、仏教に帰依している
- 2008年4月21日、フランス、パリ市議会が名誉市民とすることを承認[3]